# 阿拉图巴
阿拉图巴是巴西塞阿拉州的一个市镇。总面积142.538平方公里，总人口12176人，人口密度85.4人/平方公里。